# 埃尔斯特河畔黑尔茨贝格
埃尔斯特河畔黑尔茨贝格（德語：Herzberg (Elster)），通称黑尔茨贝格（德語：Herzberg，發音：[ˈhɛʁtsˌbɛʁk] ⓘ），是德国勃兰登堡州易北-埃尔斯特县的城市，也是易北-埃尔斯特县的县治，面积149.02平方千米，2023年12月31日人口为8,678人。